# Velutaria
Velutaria is een geslacht van schimmels behorend tot de familie Pezizellaceae. De typesoort is Velutaria griseovitellina.

## Geslachten
Volgens Index Fungorum telt het geslacht acht soorten (peildatum oktober 2023):
| Soortnaam              | Auteur(s)                    | Publicatiejaar |
| ---------------------- | ---------------------------- | -------------- |
| Velutaria hyperici     | J. Schröt.                   | 1875           |
| Velutaria lignicola    | (Preuss) Rehm                | 1912           |
| Velutaria megaspora    | Svrček                       | 1959           |
| Velutaria nephrodigena | (W. Phillips ex Cooke) Sacc. | 1889           |
| Velutaria polytrichi   | Rehm                         | 1889           |
| Velutaria subolivacea  | Velen.                       | 1934           |
| Velutaria subsessilis  | A.L. Sm.                     | 1895           |
| Velutaria tumida       | (Pers.) Boud.                | 1907           |